# Jackson, Ohio
Jackson là một thành phố thuộc quận Jackson, tiểu bang Ohio, Hoa Kỳ. Năm 2010, dân số của thành phố này là 6397 người.

## Dân số
- Dân số năm 2000: 6184 người.
- Dân số năm 2010: 6397 người.